# 8122 Гольбейн
8122 Гольбейн (8122 Holbein) — астероїд головного поясу, відкритий 24 вересня 1960 року.
Тіссеранів параметр щодо Юпітера — 3,521.